# Casa Bray-Barron
La Casa Bray-Barron es una casa histórica ubicada en Eufaula, Alabama, Estados Unidos.

## Descripción e historia
Fue construida en 1845 para Nathan Bray, quien pasó a servir en el Ejército de los Estados Confederados durante la Guerra de Secesión de 1861-1865 junto a sus tres hermanos. La casa permaneció en la familia hasta 1963. Fue comprada por N.G Barron y su esposa Ruby Hutton Barron en 1965. Se incluyó en el Registro Nacional de Lugares Históricos el 27 de mayo de 1971.